# پیر آلباران
پیر آلباران (فرانسوی: Pierre Albarran‎; ۱۸ مهٔ ۱۸۹۳ – ۲۴ فوریهٔ ۱۹۶۰) تنیس‌باز اهل فرانسه بود.